# Polyrhachis sculpturata
Polyrhachis sculpturata é uma espécie de formiga do gênero Polyrhachis, pertencente à subfamília Formicinae.